# 木村大
木村 大（きむら だい、1982年2月15日 - ）は、茨城県美浦村（公式サイトでは土浦市）出身の、日本のクラシックギタリスト。土浦日本大学高等学校卒業。

## 人物・来歴
5歳からギタリストである父・義輝に師事。音楽理論ソルフェージュを学ぶ。
1988年小学校1年全国学生ギターコンクール小学生低学年の部で1位に輝きその名が全国に知れ渡る。
その後も1992年同じく小学高学年の部でも優勝。
中学生時代1995年から1997年にかけて第20回学生ギターコンクール中学生の部優勝。同時に全部門での最優秀者に贈られるGLC賞を受賞。第11回ジュニアギターコンクール最優秀賞。第13回スペインギターコンクール第1位。
1996年、ギターコンクールでは世界最高水準といわれる東京国際ギターコンクールにおいて、わずか14歳、史上最年少で優勝。ギターの練習のために中学校の修学旅行には不参加。迷わずに進み続けた、少年らしからぬ超絶したテクニックと豊かな表現力が、認められた結果となった。この頃から、彼の本来の強靭なタッチと弱音の表現の幅は、十分な情緒を歌い上げる。
1999年、17歳の時に、「ザ・カデンツァ17」でCDデビュー、クラシックCDとしては大ヒットと言える5万枚を売り上げる。このCDでは、アメリカのギタリスト、アンドリュー・ヨークの作品を数曲取り上げている。彼とは共演して、親交を結んでいる。
2002年4月から2004年3月まで、英国王立音楽院に留学。また帰国後第1弾として、NHK交響楽団との2夜連続競演も果たす。
兄の影響でヘヴィメタルも好んでおり、2000年にはギター雑誌『YOUNG GUITAR』でイングヴェイ・マルムスティーンと対談。イングヴェイのアルバム「War To End All Wars」（日本盤）の解説文を執筆している。こうしたロック好きである事もあり、2013年3月にはジミ・ヘンドリックス、レッド・ツェッペリン、ヴァン・ヘイレン、ランディ・ローズなどのカヴァー曲を収録したアルバム『HERO』をリリースし、BOWWOWの山本恭司がプロデュースするギターインスト企画『六弦心Vol.2』に「竹田の子守唄」で参加している。

## ディスコグラフィ

### アルバム
1. ザ・カデンツァ17（1999年10月21日）
2. 駿馬（2000年10月18日）
3. DAI（2001年1月11日）
4. アランフェス（2002年3月20日）
5. 木村大ベスト・セレクション（2004年11月17日）
6. カリフォルニアの風（2005年7月20日） - アンドリュー・ヨークとのコラボレーションアルバム
7. ロンドン・エッセイ（2006年9月20日）
8. INFINITY mugen-DAI（2009年9月30日）
9. HERO（2013年3月21日）
10. ONE（2014年5月21日）
11. ECHO（2016年1月27日）
12. Ross Nero（2018年6月6日）
13. memory-go-round（2021年3月10日）

### DVD
- DAI （2001年1月11日）